# Langbeinfledermaus
Die Langbeinfledermaus (Macrophyllum macrophyllum) ist eine Fledermausart aus der Familie der Blattnasen (Phyllostomidae), welche in Zentral- und Südamerika beheimatet ist. Die Gattung Macrophyllum ist monotypisch, das heißt, dass neben Macrophyllum macrophyllum keine weitere Art der Gattung bekannt ist.

## Beschreibung
Die Langbeinfledermaus besitzt wie der Name andeutet besonders lange Beine und vergrößerte Füße mit kräftigen Krallen. Sie lässt sich zudem von anderen Fledermäusen der Familie der Blattnasen anhand des mit im Schnitt 37 mm ungewöhnlich langen, in die Schwanzflughaut eingebetteten Schwanzes unterscheiden. Wie die meisten Vertreter dieser Familie besitzt auch die Langbeinfledermaus ein ausgeprägtes Nasenblatt. Die Kopf-Rumpf-Länge beträgt 43–62 mm, die Unterarmlänge 34–45 mm. Ausgewachsene Tiere wiegen in der Regel 6–9 g.

## Lebensweise
Über die Langbeinfledermaus ist relativ wenig bekannt. Sie ist jedoch wie die meisten Fledermäuse nachtaktiv. Mit ihren langen Beinen fischt sie Insekten von Wasseroberflächen und ist damit an Wasser gebunden.
Tagsüber hängt sie in kleinen Gruppen in verlassenen Gebäuden, hohlen Bäumen und Höhlen. Dort teilt sie ihren Hangplatz oft mit anderen Neotropischen Fledermäusen wie der Brillenblattnase (Carollia perspicillata), Carollia subrufa, dem Spitzmauslangzüngler (Glossophaga soricina), Peropteryx macrotis, Pteronotus parnellii und dem Kammzahnvampir (Diphylla ecaudata).

## Verbreitung und Lebensraum
Die Langbeinfledermaus kommt vom Süden Mexikos bis Brasilien östlich der Anden vor. Die IUCN schätzt die Art dank ihrer weiten Verbreitung als ungefährdet ein.